# Nils Löfgren
För andra betydelser, se Nils Löfgren (olika betydelser).
Nils Magnus Löfgren, född den 18 augusti 1913 i Åtvidaberg, död 21 januari 1967 på Lidingö, var en svensk kemist och professor.

## Biografi
I början av 1940-talet utvecklade Löfgren lokalbedövningsmedlet Xylocain tillsammans med sin assistent Bengt Lundqvist på Stockholms högskola. År 1943 sålde Lundqvist och Löfgren rättigheterna till Xylocain till Astra för 15 000 kronor plus royalty på fyra procent av försäljningen under 17 år. Astra lanserade preparatet 1948 med stor framgång.
Löfgren slutförde sin doktorsavhandling 1948 under titeln Studies on local anesthetics: Xylocaine: a new synthetic drug. Han blev senare professor vid Stockholms universitet.
Till Löfgrens vetenskapliga publikationer kan också räknas ett 40-tal avhandlingar över sambanden mellan kemisk struktur och lokalanestetisk verkan, samt ett par avhandlingar över det av Löfgren upptäckta nebularinet (i svampen pudrad trattskivling).
Löfgren tilldelades 1958 KTH:s stora pris. Han är begravd på Lidingö kyrkogård.